# Ионов, Илья Ионович
Илья Ионович Ионов (настоящая фамилия Бернштейн, 1 (13) августа 1887, Друя — 1942, Севлаг) — российский революционер, поэт и издательский работник. Знакомый Сергея Есенина.

## Биография
Родился в мещанской семье, с двенадцати лет работал в типографии, поступил в художественное училище, затем был исключен из него за революционную деятельность. В 1905 году начал писать стихи. Вскоре был приговорен сослан в город Тара Тобольской губернии, оттуда бежал.
Работал в рабочем издательстве «Прибой» которое было первым легальным партийным издательством большевиков. Издательство появилось в Санкт-Петербурге в конце 1912 года и было под контролем ЦК партии большевиков. Печатался в большевистской газете «Правда» и др.
В ноябре 1908 года по обвинению в принадлежности к военно-боевой организации Петербургского комитета РСДРП был приговорён к 8 годам каторги и отбывал её в каторжных тюрьмах, в том числе в Шлиссельбургской крепости.
В 1913 году был сослан в Сибирь, сначала в Нарым, затем в 1915 году — в село Тутура Верхоленского уезда Иркутской губернии, где пробыл до Февральской революции 1917 года.
После Октябрьского переворота был сотрудником Пролеткульта. В 1918 был председателем правления издательства Петросовета, редактором журнала «Пламя». В 1919—1923 был заведующим Петрогосиздатом.
В 1920 году сопровождал председателя Исполкома Коминтерна Г. Е. Зиновьева во время поездки в Германию, где закупил значительное количество различных товаров, прибывших в Петроград морем, среди них работы «Товарищества пролетарского искусства» Фридриха Брасса.
В 1924—1925 годах возглавлял Ленинградское отделение Госиздата, где твёрдо проводил линию партии. В 1924 году при его участии было закрыто организованное М. Горьким издательство «Всемирная литература». Запретил публикацию книги Ильи Эренбурга «Рвач», написав ему записку: «Книга в пределах СССР выйти не может».
В 1924—1925 годах был членом Центральной контрольной комиссии РКП(б).
С 1926 года до начала 1928 года работал в США, в «All-Russian textile syndicate», занимался закупкой хлопка.
В 1928—1930 годах заведовал издательством «Земля и фабрика», заменив снятого с работы и исключённого из партии В. И. Нарбута на посту председателя правления.
В 1928—1932 годах руководил издательством «Academia». 25 января 1932 года Горький писал из Сорренто Сталину по поводу Ионова: «…я очень прошу Вас обратить внимание на вреднейшую склоку, затеянную этим ненормальным человеком и способную совершенно разрушить издательство „Академия“. Ионов любит книгу, это, на мой взгляд, единственное его достоинство, но он недостаточно грамотен, чтобы руководить таким культурным делом». 1 апреля 1932 года Ионов оставил «Academia» (его сменил Л. Б. Каменев). Был назначен председателем акционерного общества «Международная книга».
В 1937 году репрессирован, умер в Севлаге. Реабилитирован в 1956 году.
Сестра Ильи Ионова — Злата Лилина, вторая жена Г. Е. Зиновьева.

## Сочинения
- Алое поле. Стихотворения. Пг., Прибой, 1917.
- Колос. Стихотворения. Пб., ГИЗ, 1921.
- Владимир Осипович Лихтенштадт (Мазин). Пб., ГИЗ, 1921.
- Октябрьские дни. Сборник стихотворений. Л., 1926.
- Топотун и книжка. [Л.], [1926].